# Урреа-де-Гаен
Урреа-де-Гаен (ісп. Urrea de Gaén) — муніципалітет в Іспанії, у складі автономної спільноти Арагон, у провінції Теруель. Населення — 525 осіб (2010).
Муніципалітет розташований на відстані близько 280 км на схід від Мадрида, 110 км на північний схід від міста Теруель.

## Демографія
Динаміка населення (INE ):

## Галерея зображень

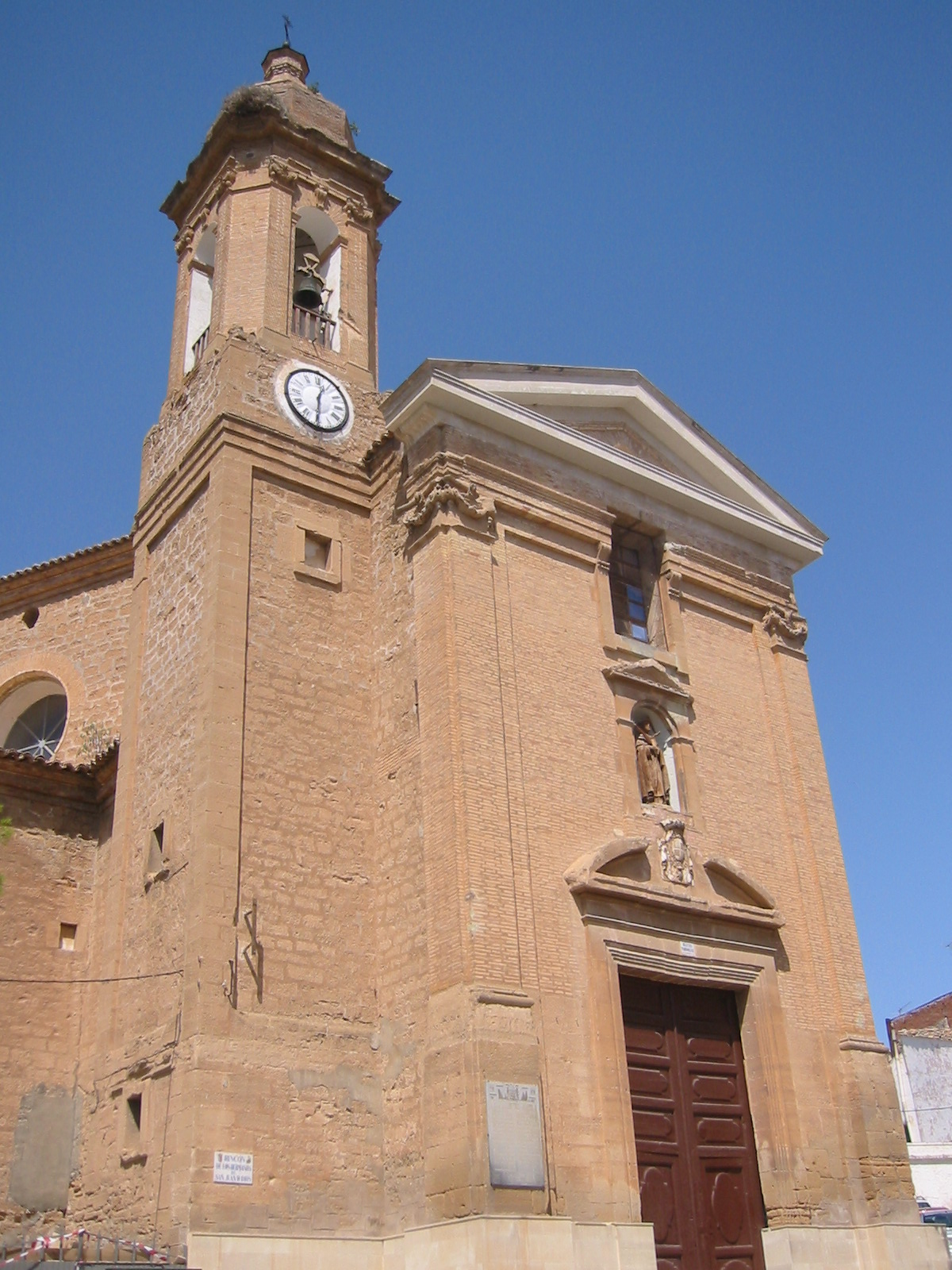
Церква Сан-Педро-Мартір